# Ye Li
Ye Li (20 de novembro de 1981) é uma basquetebolista profissional chinesa.

## Carreira
Ye Li integrou a Seleção Chinesa de Basquetebol Feminino, em Atenas 2004 que terminou na nona colocação. 

## Vida familiar
Li é casada com o basquetebolista internacional Yao Ming que o conheceu em 1998 e casou-se em 2007, eles tiveram a primeira filha, nascida em 2010 chamada Yao Qinlei.